# Maestre de campo
El maestre de campo, también conocido como maese o maestro de campo, era un rango militar establecido en 1534 por el monarca Carlos I de España. Este cargo fue creado para dotar a los Tercios de una estructura de mando intermedia que asegurara la coordinación y disciplina entre los soldados en un contexto de guerra, especialmente en el marco de las campañas en Europa y América.

## Funciones y Atribuciones
El maestre de campo ocupaba un rango destacado dentro de la jerarquía militar de los Tercios, posicionándose por debajo del capitán general y por encima del sargento mayor. Su nombramiento era una prerrogativa del monarca y se realizaba en el Consejo de Estado, lo que añadía a su cargo una dimensión de relevancia tanto política como militar. Esta designación directa del rey reforzaba su autoridad y lo convertía en una figura de confianza dentro del ejército imperial español.
Al mando de un tercio, el maestre de campo ejercía una autoridad que abarcaba tanto el control táctico de sus tropas como la administración de justicia y la gestión del avituallamiento. En este sentido, sus funciones eran comparables a las de los antiguos mariscales de Castilla, lo cual incluía la responsabilidad de mantener la disciplina, organizar la defensa, y garantizar el suministro de víveres y equipo para las campañas.
Además de su rol operativo, el maestre de campo tenía potestad judicial, lo que le permitía resolver disputas y mantener la disciplina entre sus soldados, aplicando tanto sanciones menores como medidas disciplinarias severas. Este poder era esencial para la cohesión y eficiencia de las tropas, especialmente en largas campañas donde el orden interno podía ser difícil de mantener. En muchos casos, el maestre de campo era el encargado de imponer el código de conducta en el campo de batalla, lo que le confería una gran influencia sobre sus subordinados.

### Guardia Personal
Como señal de su alto estatus y de la confianza que el monarca depositaba en él, el maestre de campo contaba con una guardia personal formada por ocho alabarderos alemanes, cuyos sueldos eran costeados directamente por el rey. Estos guardias, además de protegerlo, simbolizaban su rango y autoridad dentro de la estructura militar. La presencia de estos soldados de élite enfatizaba su posición superior y servía como un recordatorio visible de la conexión directa entre el maestre de campo y la corona.
Además, el maestre de campo estaba facultado para emitir órdenes de marcha y despliegue de las tropas, coordinar la logística y supervisar las fortificaciones necesarias para la defensa de sus posiciones. Estas responsabilidades hacían de él una figura multifacética, crucial para la efectividad y cohesión de los tercios en campaña. En tiempos de guerra, el maestre de campo era el responsable directo de implementar las estrategias militares en el campo de batalla, actuando como intermediario entre las decisiones estratégicas de alto mando y la ejecución operativa a nivel táctico.

### Relación con Otros Oficiales
El maestre de campo interactuaba con otros oficiales clave, como el sargento mayor, quien le ayudaba en la organización y administración diaria de la unidad, y los capitanes de las compañías que formaban el tercio, cada uno de los cuales estaba a cargo de un grupo de soldados. Esta relación jerárquica facilitaba la implementación de órdenes de manera ágil y coordinada, asegurando que la autoridad del maestre de campo fuera respetada y sus decisiones ejecutadas rápidamente. Además, colaboraba estrechamente con los encargados de logística y provisiones para asegurar la sostenibilidad del ejército en campaña.
Estas funciones y la estructura de poder consolidada alrededor del maestre de campo garantizaban una cadena de mando clara y eficaz en el ejército español, contribuyendo al éxito y resistencia de los tercios en múltiples escenarios de combate.

## Figuras destacadas
A lo largo de los siglos XVI, XVII y XVIII, numerosos soldados y nobles ocuparon el rango de maestre de campo, destacándose por su capacidad de liderazgo, valentía en combate y contribuciones a la defensa y expansión de los territorios del Imperio español. Estos hombres provenían de distintos estratos sociales, desde nobles hasta soldados plebeyos, y fueron fundamentales en la consolidación del prestigio y la efectividad de los Tercios. A continuación se destacan algunos de los maestres de campo más célebres:

### SigloXVI
- Francisco Sarmiento de Mendoza y Manuel (1498-1539): Maestre de campo durante el Sitio de Castelnuovo (1539), donde defendió el fuerte hasta el último hombre. Conocido por su heroísmo en situaciones extremas, Sarmiento es una figura destacada en la historia de los tercios. [6]
- Julián Romero (ca. 1518-1577): Militar español, veterano de las guerras de Italia y de los Países Bajos. Maestre de campo del Tercio gemelo de Sicilia (1565-1577), participó en la Batalla de San Quintín (1557) y en la Batalla de Gravelinas (1558). Romero es recordado como uno de los más valientes oficiales de los tercios españoles.[7]
- Lope de Acuña y Avellaneda (c. 1520-1584): General de la Caballería y maestre de campo de los tercios de la Liga de Lombardía en Italia (1555-1557); lugarteniente general de Caballería del ejército de Flandes (1557-1573). Sirvió durante el Asedio de Valenciennes y fue crucial en la Batalla de Mons (1572). [8]
- Sancho Dávila y Daza (1523-1583): "El Rayo de la Guerra". Capitán de Guardia del Gran Duque de Alba, inaugurando el "Camino Español" en Pavía y más tarde en Amberes. Mano derecha del Gran Duque de Alba en la guerra contra el Prior de Crato por la sucesión al trono de Portugal de Felipe II. Dávila fue conocido por su valentía y estrategias militares que contribuyeron a la consolidación del poder español en Portugal. [9]
- Francisco de Valdés y Meneses (c. 1530-1583): Maestre de campo general en Holanda (1573-1574), Tercio de Italia (1574-1575) y Tercio Gemelo de Sicilia (1578-1580). Valdés fue clave en la defensa de territorios italianos y holandeses contra los protestantes y rebeldes. [10]
- Diego Enríquez de Castañeda y Manrique (ca. 1535-1601): Maestre de campo del Tercio Fijo de Sicilia (1569-1601). Sirvió en Sicilia, enfrentándose a piratas y amenazas en el Mediterráneo. Su liderazgo contribuyó a mantener la paz en la región durante varias décadas.[11]
- Álvaro de Sande y Ulloa (1537-1593): Maestre de campo del Tercio de Saboya; maestre de campo general de todo el ejército imperial en Italia. Su experiencia en el Asedio de Malta (1565) y en las Guerras de Flandes le otorgó gran prestigio. Lideró a las tropas del Emperador en diversas campañas por Italia. [12]
- Cristóbal de Mondragón y Zúñiga (1539-1600): Maestre de campo (1582-1592) del Tercio de Sicilia; Maestre de campo general de los ejércitos de Flandes (1592-1596). Destacado en la guerra en los Países Bajos. [13]
- Manuel de Vega Cabeza de Vaca (1536/40-1609): Maestre de Campo del Tercio de Bobadilla (1590-1591). Participó en la Guerra de los 80 Años en Flandes. [14]
- Sancho Martínez de Leyva (c. 1540-1596): Maestre de Campo del Tercio gemelo de Lombardía (1588-1589), y maestre de Campo General del Ejército de Caballería e Infantería de la Armada (1596). Leyva fue fundamental en la organización y liderazgo de las tropas durante las campañas en Flandes, donde su capacidad táctica fue muy valorada. [15]
- Luis de Queralt (c. 1540-1598): Noble, maestre de Campo que reclutó y llevó el Tercio de Queralt (1587), también llamado de "valones españoles" o de los "Papagayos". Este tercio fue famoso por su disciplina y efectividad en combate, participando en varias campañas en Flandes y en Italia. [6]
- Gonzalo de Bracamonte (1528-1580): Maestre de Campo del Tercio Viejo de Cerdeña y del Tercio de Flandes. Reconocido por su valentía y habilidades tácticas. [16]
- Antonio de Zúñiga y Zúñiga (c. 1540-1605): Maestre de Campo del Tercio gemelo de Sicilia (1590-1597). Conocido por su experiencia en la guerra y su participación en campañas decisivas en el norte de Italia y Flandes. [17]
- Francisco Arias de Bobadilla (c. 1540-1606): Maestre de campo del Tercio de Bobadilla (1581); fue clave en las campañas de Portugal y en la defensa del Estrecho de Gibraltar contra incursiones inglesas. Lideró a sus tropas durante la Campaña de Inglaterra en 1588. [18]
- Lope de Figueroa y Barradas (c. 1541-1585): Maestre de campo del Tercio Costa de Granada; maestre de campo general de los ejércitos de Portugal (octubre de 1583). Participó en la disolución del Tercio de la Sacra Liga. [19]
- Juan Manrique de Lara y Urrea (c. 1545-1600): Maestre de Campo del Tercio gemelo de Sicilia (1588-1590). Participó en diversas campañas en Italia y Flandes, siendo conocido por su habilidad táctica y su valentía en combate. [10]
- Juan del Águila y Arellano (ca. 1545-1602): Maestre de campo del Tercio gemelo de Sicilia (1582-1584), participó en la Guerra de los Ocho Años en Flandes y luego en la Batalla de Kinsale en Irlanda, donde lideró el apoyo español a los rebeldes irlandeses contra Inglaterra.[20]
- Alonso de Mendoza y Aguirre (1545-1614): Maestre de Campo del Tercio de Bobadilla, en 1591. Destacado militar en el Imperio español. [21]
- Alonso de Idiáquez (c. 1547-1606): Maestre de Campo del Tercio departamental de Flandes en 1590 (anteriormente llamado Tercio gemelo de Lombardía). Participó activamente en la defensa de las posiciones españolas en Flandes y se le reconoce por su experiencia y liderazgo en el campo de batalla. [22]
- Carlos Coloma y de Saa (c. 1550-1610): Maestre de Campo del Tercio gemelo de Sicilia (1597-1600). Destacó en varias campañas en Flandes, siendo un comandante respetado por su liderazgo y tácticas en el campo de batalla. [23]
- Agustín Íñiguez de Zárate (1550-1612): Maestre de Campo del Tercio viejo de Sicilia. Participó en la defensa del Mediterráneo. [24]
- Juan del Águila y Arellano (1550-1621): Maestre de campo (1584-1598) del Tercio de Sicilia; maestre de campo general de las fuerzas de invasión de Irlanda (1600-1602). Conocido por su liderazgo en Irlanda. [25]
- Gabriel Manríquez y Ladrón de Guevara (c. 1550-1623): Maestre de campo (1594) del Tercio de Saboya. Información limitada, pero participó en campañas relevantes. [26]
- Juan de Guevara y Guzmán (1553-1600): Maestre de campo del Tercio de Saboya, sirvió en las campañas de Flandes bajo las órdenes del Duque de Alba. Reconocido por su lealtad y disciplina, participó en la Batalla de Jemmingen y otras batallas cruciales de la guerra. [15]
- Alonso de Navarrete y Cortés (1554-1600): Maestre de campo del Tercio de Saboya, acompañó al Duque de Alba en la campaña de Flandes y participó en la Batalla de Mook (1574). Navarrete destacó por su habilidad en maniobras defensivas. [22]
- Agustín Messía Carrillo y Manrique de Lara (1555-1614): Maestre de campo de Infantería española (1587-96); maestre de campo general de España (1609). Destacado en la administración militar. [27]
- Fernando Girón de Salcedo y Briviesca (1560-1623): Maestre de campo de Infantería española (1597-1605); maestre de campo general de Aragón (1610-1615). Reconocido por su liderazgo militar. [28]

### SigloXVII
- Íñigo de Borja y Velasco (1600): Maestre de campo del Tercio de Lombardía.
- Fernando Álvarez de Toledo (1605-1610): Maestre de campo del Tercio de Saboya; maestre de campo general de Portugal (1638).
- Martín de Aragón y Tafalla (1629): Maestre de campo del Tercio de Lombardía.
- Luis Francisco de Benavides y Carrillo de Toledo, marqués de Caracena (1636): Maestre de campo y, posteriormente, maestre de campo general en Flandes (1639).
- Antonio de Ceballos, maestre de campo (1603), Tercio de Villar.
- Francisco Ponte, maestre de campo (1610), Tercio de Saboya.
- Sancho de Lima, maestre de campo (1613), Tercio de Saboya. Muerto en acción, junto a 800 de sus soldados, en el combate de Crevecoeur (1617), siendo maestre de campo del Tercio de Saboya.
- Alonso Pacheco Girón, maestre de campo (1618), Tercio de Saboya.
- Juan Bravo de Laguna, maestre de campo (1613-1621), Tercio de Saboya.
- Juan de Cárdenas y Manrique de Lara, maestre de campo (1621), Tercio de Saboya.
- Francisco de Ibarra y Barresi, maestre de campo (1622), Tercio de Fernández de Córdoba.
- Baltasar López de Árbol, teniente del maestre de campo general (1604-1622), Tercio de Velasco; maestre de campo (1622), Tercio de Velasco.
- Juan de Orellana, maestre de campo (1624), Tercio de Nueva Leva.
- Jacinto de Velasco y Hénin, maestre de campo de Infantería española, 1632.
- Rodrigo López de Quiroga, maestre de campo (1630-1633), Tercio de Saboya.
- Juan Díaz Zamorano, maestre de campo (1633-1634), Tercio de Saboya.
- Martín de Idiáquez y Camarena, maestre de campo (1634), Tercio de Saboya.
- Juan Álvarez Cornado, maestre de campo (1634-1638), Tercio de Saboya.
- Pedro Antonio de Aragón y Fernández de Córdoba, maestre de campo (1637-1638).
- Juan Martínez de Vergara, maestre de campo (1640) en Chile.[29]
- Antonio de Vergara Azcárate, maestre de Campo en Cartagena de Indias.
- Pedro de Zapata de Mendoza y Cisneros, maestre de campo (1640) en Cataluña.
- Francisco Fernández de la Cueva, duque de Alburquerque, maestre de campo de Infantería española (1641-1643); maestre de campo (1646).
- Antonio de Velandia, maestre de campo del Tercio Gemelo de Sicilia (1642-1643), caído en Rocroi
- Clemente Soriano, capitán del Tercio de la Sangre (Flandes), maestre de campo del Tercio Clemente Soriano (Sitio de Tarragona, 1641), gobernador de Tarragona, y gobernador de Cartagena de Indias (1646-1648).
- Álvaro de Miranda, maestre de campo de Caballería (1649).
- José Martínez de Salazar, maestre de campo en Galicia durante la guerra de Restauración portuguesa y en 1644 durante la invasión francesa de Cataluña, posteriormente nombrado gobernador-presidente del Río de la Plata de 1663 a 1674.
- Martín de Redín y Cruzat, miembro de la Orden de Malta, maestre de Campo en Navarra y Cataluña. Nombrado Gran Prior de Navarra en 1641. Se le designó Virrey de Sicilia en 1656. Fue elegido Gran Maestre de la Orden el 17 de agosto de 1657.
- Juan Caro de Montenegro y Bienfar, maestre de campo (1680-1682).
- Francisco Dávila Orejón, maestre de campo (1684). Publicó Política y mecánica militar, para sargento mayor de Tercio.
- Juan López de la Flor y Reinoso, maestre de campo.
- Juan Francisco Sáenz Vázquez de Quintanilla y Sendín de Sotomayor, maestre de campo (1671).
- Manuel de Bustamante y Vivero, maestre de campo (1690-1692), caballero de la Orden de Santiago.
- Joseph Rico, teniente de maestre de campo general en el Tercio de Baltasar Mercader (antiguo del Duque de Alburquerque).
- Alonso de Peñalosa Briceño y Berdugo. Maestre de Campo. Lima. Perú.

### SigloXVIII
- José de la Puente y Peña (1703): Maestre de campo destacado por su labor en la defensa de las fronteras.
- Francisco Félix de Vega y Cruzat, marqués de Feria: Maestre de campo y fortificador del castillo de Barletta (Italia), en 1704.
- José Julián Orbe (1799): Maestre de campo en el partido de Lamas, subdelegación de Chachapoyas, intendencia de Trujillo, Virreinato del Perú.[30][31]
- Luis Carvajal y Osorio, maestre de campo (1701).
- Bernardo López del Sueldo, maestre de campo (fuerte de Villa Concepción del Tiyú).
- Silvestre De las Cuentas Niño de Guzmán-Valverde y Valdés, maestre de campo, teniente general y justicia mayor en Chucuito y Paucarcolla (Puno), Virreinato del Perú.
- Luis de Saavedra , maestre de campo (difuntos en 1763).
- Manuel González Carrasco, Piura maestre de campo (1765).

## Importancia del Cargo
El maestre de campo desempeñaba un papel crucial en la estructura militar de los Tercios, actuando como enlace entre la estrategia general decidida por el capitán general y la ejecución operativa en el campo de batalla. Gracias a su poder en la administración de justicia y en el manejo de los recursos, los maestres de campo no solo se destacaban en lo militar, sino que también eran figuras influyentes en la sociedad de la época.